# Nagareyama
Nagareyama (jap. 流山市 Nagareyama-shi) – miasto w Japonii, na głównej wyspie Honsiu (Honshū) w prefekturze Chiba. 
Miasto zajmuje powierzchnię 35,32 km². W 2020 r. mieszkało w nim 199 960 osób, w 82 961 gospodarstwach domowych  (w 2010 r. 163 994 osoby, w 64 876 gospodarstwach domowych).

## Miasta partnerskie
- Sōma, Japonia (1977)
- Shinano, Japonia (1997)
- Noto, Japonia (2012)